# Itapecuru Mirim (kommun)
Itapecuru Mirim är en kommun i Brasilien.   Den ligger i delstaten Maranhão, i den nordöstra delen av landet, 1 400 km norr om huvudstaden Brasília. Antalet invånare är 62 123.
Följande samhällen finns i Itapecuru Mirim:
- Itapecuru Mirim

Omgivningarna runt Itapecuru Mirim är huvudsakligen savann. Runt Itapecuru Mirim är det ganska glesbefolkat, med 35 invånare per kvadratkilometer.